# La Sylphide
La Sylphide je romantická baletní pantomima o dvou jednáních. Libreto vytvořil Adolphe Nourrit, hudbu Jean-Madeleine Schneitzhoeffer a choreografii první verze z roku 1832 Filippo Taglioni.
Druhá verze baletu v choreografii Augusta Bournonvilla vznikla v roce 1836. Je jediná, která přežila a je jedním z nejstarších dochovaných baletů na světě.[zdroj⁠?!]

## Historie vzniku a inscenační historie

### Taglioniho verze
La Sylphide byl první balet, kde měl tanec en pointe (na špičkách) estetické zdůvodnění a nebyl pouze akrobatickým kouskem, často zahrnujícím nevkusné pohyby paží a námahu, jak tomu bylo u tanečníků na konci 20. let 19. století.
Libreto baletu napsal tenorista Adolphe Nourrit, první „Robert“ v Meyerbeerově opeře Robert Le Diable, který v taneční sekci Ballet of the Nuns vystupoval s Marií Taglioni. Nourritův scénář byl volně založen na příběhu Charlese Nodiera, Trilby, ou Le Lutin d'Argail, ale vyměnil pohlaví protagonistů – goblina a rybářovy manželky; v baletu sylffida (lesní víla) a farmář.
Scéna čarodějnice Madge, která otevírá II. dějství baletu, byla inspirována skladbou Le Streghe Niccoly Paganiniho, podle scény čarodějnic z baletu Il Noce di Benevento (Ořech z Beneventa), z roku 1812, choreografa Salvatore Viganò a skladatele Franze Xaver Süssmayra (Орех Беневенто).
Premiéra první verze La Sylphide se konala v Salle Le Peletier v pařížské opeře 12. března 1832. Taglioni dílo navrhl pro svou dceru Marii. Další představení s Marií Taglioni se uskutečnila 26. července 1832 v Covent Garden/Londýn, 18. září 1837 tp bylo v Petrohradě a 19. května 1841 v milánské Scale.
V roce 1892 provedl Marius Petipa oživení původní Taglioniho verze pro Imperial Ballet doplněné hudbou Riccarda Driga. Drigovy variace v Petipově verzi, komponované pro baletku Varvaru Nikitinu jsou dnes tradičním sólem Grand Pas Classique, které tančí hlavní balerína v baletu Paquita.
V roce 1972 vznikla nová verze baletu, založená na Taglioniho verzi, nastudovaná choreografem Pierrem Lacottem pro balet Pařížské opery. Vzhledem k tomu, že Taglioniho choreografie je nenávratně ztracena, Lacotteho choreografie vychází z tisků, poznámek, kreseb a archivních materiálů z doby premiéry baletu. Tato choreografie je v dobovém stylu, ale zcela nová. Mezi interprety Lacottovy verze v Opera National de Paris patří Ghislaine Thesmar (Lacottova manželka) a Aurelie Dupont. Oba umělci nahráli své dílo na DVD a video.
Tuto verzi uvedla roku 2008 také Staatsoper Hamburg.

### Bournonvillova verze
Dánský baletní mistr August Bournonville měl v úmyslu uvést oživení původní Taglioniho verze v Kodani s Královským dánským baletem (Den Kongelige Ballet), ale Pařížská opera požadovala za Schneitzhoefferovu partituru příliš vysokou cenu.
Nakonec Bournonville nastudoval vlastní inscenaci podle původního libreta s hudbou Hermana Severina Løvenskiolda. Premiéra se konala 28. listopadu 1836 v Královské opeře Kodaň (Operaen på Holmen) se zázračnou Lucile Grahn a Bournonvillem v hlavních rolích.
Bournonvillovu verzi tančí ve své původní podobě Královský dánský balet již od svého vzniku a zůstává jedním z nejslavnějších Bournonvillových děl. Mezi moderní interprety Bournonvillovy verze patří Eva Evdokimová a Lis Jeppesen, jejichž vystoupení je zaznamenáno na DVD.
Balet Národního divadla v Praze uvedla La Sylphide v choreografii dánského choreografa Johana Kobborga, znalce Bournonvillova dědictví.
La Sylphide Johana Kobborga byla nastudována na řadě světových prestižních scén. Premiéra se odehrála v roce 2005 v Královském baletu v Londýně a Johan Kobborg byl za ni nominován na cenu Laurence Oliviera. Úspěšné bylo i nastudování z roku 2008 ve Velkém divadle v Moskvě, které získalo tři nominace na ceny největšího všeruského divadelního festivalu Zlatá maska 2009 (za nejlepší inscenaci roku, za nejlepšího choreografa a pro hlavní pár). V roce 2014 byla bukurešťská inscenace označena jako „výkon roku“. Kobborgovu La Sylphide uvedla také věhlasná baletní tělesa jako Curyšský balet („Ballett Zürich"), Litevský národní balet („Lietuvos nacionalinis operos ir baleto teatras") , Kanadský národní balet („National Ballet of Canada"), Atlanta Ballet. Premiéru v roce 2023 plánuje i floridský Sarasota Ballet. Státní opera Praha jej uvedla 11. května 2023.

### Les Sylphides
Balet nazvaný Les Sylphides podle skladeb Frédérica Chopina, který v roce 1909 v choreografii Michela Fokina uvedli v Théâtre du Châtelet v Paříži Ballets Russes, vychází rovněž z bájné bytosti sylfidy, ale jinak nemá se zde popisovaným baletem nic společného.

## Stručný děj
La Sylphide – víla, která v mušelínovém kostýmu s křidélky a s novou svébytnou taneční technikou dokázala přinést divákům kouzlo nadpozemských bytostí, touhu po snu. Balet La Sylphide obsahuje střet mezi nereálným a reálným světem, chemii ničivé lásky a silné emoce. Líčí příběh mladého Skota Jamese, jehož mysl je rozpolcená. Ačkoli zbožňuje svou něžnou Effie, touží po jiném světě, jeho sny přesahují pozemskou existenci. Je správné snít o sylfidách právě v den své svatby? A sylfida přichází, stává se neuchopitelným symbolem jeho tužeb, odláká ho do lesa. Jenže sylfidu nelze polapit. Pokaždé, kdy se po ní James natáhne, unikne mu. A když ji konečně obejme, sylfida umírá. Sylfidy nemohou žít lidskou lásku.

## Hlavní postavy baletu
- James Ruben – skotský pastýř
- Sylfida – lesní víla
- Gurn – skotský rolník, Jamesův přítel
- Effie – Jamesova snoubenka
- Madge – čarodějnice
- Effieina matka – starší žena
- Družičky, svatební hosté, selky a sedláci

## Děj

### První jednání
Děj se odehrává ve Skotské vysočině.
V hale skotského statku spí u krbu v předvečer své svatby mladý pastýř James Ruben. Objeví se před ním sylfida (lesní víla), láskyplně na něj hledí a tančí u jeho křesla. Políbí ho a pak zmizí. James se náhle ze spánku probudí a svého přítele Gurna, který spal v rohu se zeptá, jestli také sylfidu viděl. To Gurn popírá a připomíná Jamesovi, že se má za pár hodin oženit. James událost potlačí a slíbí, že na ni zapomene.
Effie, Jamesova nastávající nevěsta, přijíždí se svou matkou a s družičkami. Všimne si Jamesovy roztržitostii. James ji poslušně políbí, ale zaujme ho stín v rohu. Myslí si, že se jeho víla vrátila a spěchá k ní. Vyskočí však před ním jen stará čarodějnice Madge. James je zklamaný a naštvaný, zatímco ostatní jsou touto událostí pobaveni.
Effie a její přátelé prosí starou Madge, aby jim oznámila jejich osudy, a ta jim vyhoví. Vesele sděluje Effie, že James miluje jinou více než ji a ona že se spojí s Gurnem. James zuří a vyhodí čarodějnici z domu. Effie je potěšena, že se James kvůli ní zapletl s čarodějnicí. Po následujícím tanci se svou nevěstou je však James opět vyrušen vílou, která se před ním zhmotňuje a vyznává mu lásku. James se zprvu brání, ale uchvácen její éterickou krásou kapituluje a něžně ji políbí. Gurn, který se schovával v rohu a špehoval, jde za Effie a řekne jí, co se stalo.
Když ztrápená Effie a její přátelé po vyslechnutí Gurnovy zprávy vstoupí, sylfida zmizí. Hosté předpokládají, že Gurn prostě žárlí a smějí se mu. Všichni tančí. Tvoří se svatební průvod, Všechno jde dobře až do okamžiku, kdy James musí vzít prsten a nasadit ho Effie na prst. V tu chvíli vidí jak Sylfida prsten popadne, nasadí si ho na svůj prst a s lákavým úsměvem utíká do lesa. James za ní pospíchá. Hosté jsou Jamesovým náhlým odchodem zmateni. Effie má zlomené srdce. Padne matce do náruče a neutišitelně vzlyká.

### Druhé jednání
V lese
V mlhou zahalené části lesa Madge a další čarodějnice chystají pomstu. Tančí kolem kotle a přidávají tam všechny možné druhy různých přísad. Když se obsah rozzáří, sáhne Madge do kotle a vytáhne z něho průsvitný kouzelný závoj. Pak se kotel potopí, čarodějnice se rozprchnou, mlha se zvedne a odkryje se nádherná mýtina.
Vchází James se sylfidou která mu ukazuje své království. Přináší mu bobule a vodu, ale když ji chce chytit, uteče. Aby ho rozveselila, zavolá své sestry a lesní mýtina je plná víl, které tančí svůj vzdušný tanec. James se k nim přidává a užívá si zábavu, než všichni utečou do jiné části lesa. Tam, obklopený jejími sestrami, si však uvědomí, že jeho láska jako smrtelníka k nadpozemské bytosti je beznadějná.
Mezitím svatebčané hledají Jamese v lese. Vstupují na mýtinu. Také Effie, unavená z bloudění lesem. Madge naléhá na Gurna, aby požádal nešťastnou Effie o ruku. Učiní tak a ona souhlasí, že si ho vezme.
Když všichni odejdou, vstoupí na mýtinu James. Tam se setká s Madge a žádá ji, aby mu pomohla. Dostane od ní kouzelný závoj a radu, že jím k sobě sylfidu připoutá, takže nebude moci odletět. Aby se ale dosáhlo plného účinku, musí jí šátek omotat kolem ramen a paží. James je u vytržení. Když se sylfida vrátí, vidí šátek, avšak dovolí Jamesovi, aby ho položil kolem její chvějící se podoby. Jak James vášnivě objímá sylfidu, její křídla spadnou, ona se otřese a umírá v jeho náručí. Smutně vstoupí její sestry a pozvednou její bezvládnou podobu.
Přes mýtinu přechází radostný svatební průvod v čele s Effie a Gurnem. James směřuje svůj pohled k nebi a vidí sylfidu nesenou ve vzduchu jejími sestrami. Když to vše James vidí, je ohromen a chce čarodějnici zabít. Ta ho však předejde, zabije ho kletbou a jásá nad jeho bezvládným tělem. Zvítězila.

## Význam
Tak jako Balet jeptišek ve třetím dějství opery Robert le diable naznačil počátek změn v baletu, je i balet La Sylphide považován za počátek romantického baletu, jehož nejznámějším dílem zůstává Giselle. Interpretace role v podání Marie Taglioni navíc znamenala průlom pro tanec na špičkách, který mistrně ovládala. Bílý kostým sylfidy s tylovou sukní po lýtka (tutu) také zůstává jedním z klasických baletních kostýmů.